# يسبر بيدرسن (لاعب كرة قدم)
يسبر بيدرسن (بالدنماركية: Jesper Pedersen)‏ هو مدرب كرة قدم ولاعب كرة قدم دنماركي، ولد في 23 يناير 1961 في الدنمارك في مملكة الدنمارك. لعب مع نادي نايستفيد ونادي هرفوليه.

## وصلات خارجية
- يسبر بيدرسن على موقع قاعدة بيانات كرة القدم.إي يو (الإنجليزية)